# Thom Mayne
Thom Mayne (* 19. ledna 1944) je americký architekt. V roce 2005 získal Pritzkerovu cenu. Thom Mayne je spolumajitelem architektonické kanceláře Morphosis, profesorem na univerzitách a držitelem několika ocenění.

## Studium
Na střední škole se zúčastnil soutěže na návrh domu a vyhrál ji. Studoval na Fakultě architektury v Jižní Kalifornii. Po ukončení studia začal pracovat v Los Angeles. Byl projektantem u architekta Victora Gruena. Mezitím učil na Pomona College v Jižní Kalifornii. Když ho odtamtud s dalšími kolegy vyhodili, založili vlastní školu South California Institute of Architecture (SCI-Arc).
V roce 1978 byl přijat na postgraduální studium na Harvard Graduate School of Design. V roce 1979 se vrátil do Los Angeles a začal se věnovat zejména projektování obytných domů.

## Morphosis
V roce 1972 s kolegy založili architektonickou kancelář Morphosis. Tehdy už fungovala jejich škola SCI-Arc více než rok.
První velkou zakázkou pro Morphosis byl návrh nového školního komplexu Sequoyah Educational Research Centre. V roce 1974 získala kancelář cenu Progressive Architecture. Věnovala se pak také projektům vil v přímořském resortu Venice v Kalifornii.
V ateliéru Morphosis v současnosti pracuje přibližně čtyřicet designérů a architektů. Věnují se nejen architektuře a urbanismu, ale i navrhování interiérů, nábytku apod.

## Pedagogická činnost
- Zakladatel a člen kolegia, Southern California Institute of Architecture, 1972–1999
- Řádný profesor, Kalifornská univerzita v Los Angeles, 1993–dodnes

## Ocenění
- Rome Prize Fellowship, American Academy in Rome, Italy, 1987
- Elliot Noyes Chair, Harvard University Graduate School of Design, 1988
- Eliel Saarinen Chair, Yale School of Architecture, Yale University, 1991
- Member Elect, American Academy of Design, 1992
- Brunner Prize or Award in Architecture, American Academy of Arts and Letters, 1992
- Alumni of the Year, University of Southern California, 1995
- Los Angeles Gold Medal, AIA, 2000
- Chrysler Design Award of Excellence, 2001
- Pritzkerova cena, 2005
- Top Ten Green Project Award, American Institute of Architects Committee on the Environment, 2007

## Projekty
- Delmer Residence, Venice, 1976
- Domy 2-4-6-8, Venice, 1978

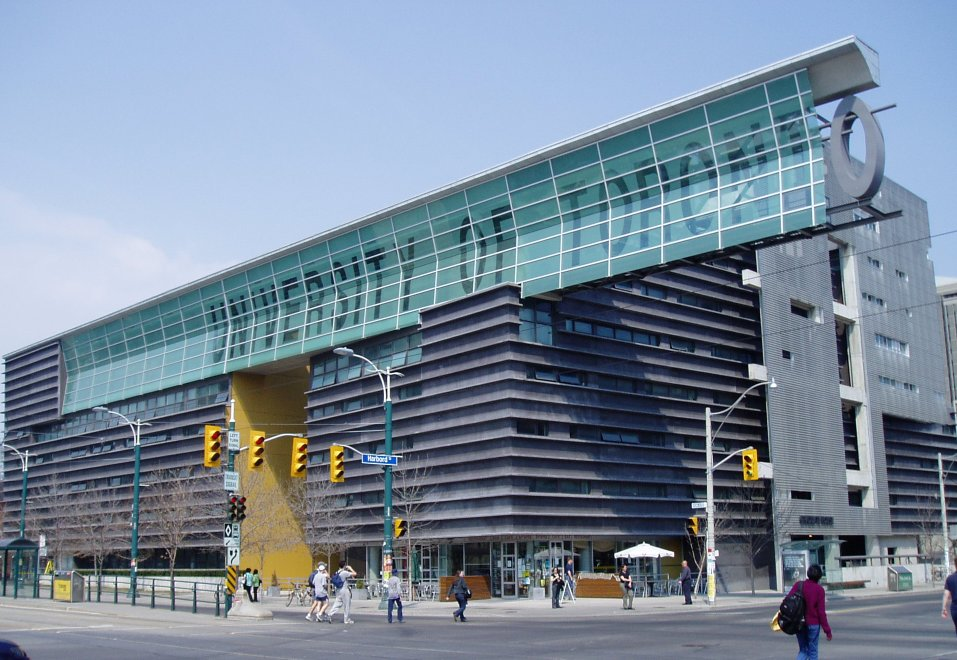
University of Toronto Graduate Student Housing

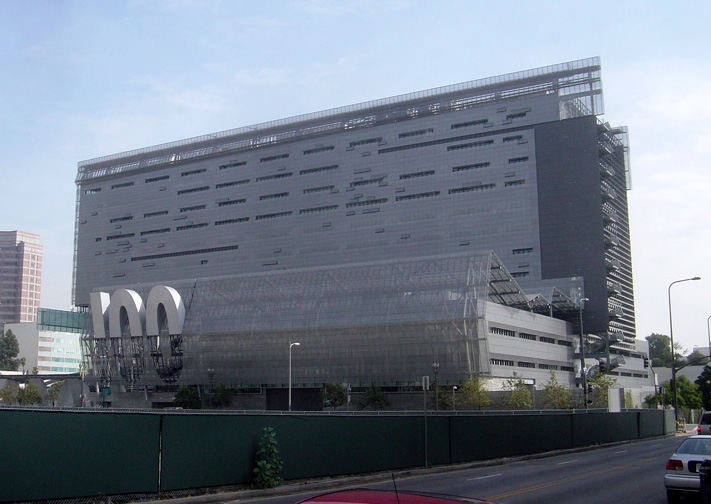
Caltrans District 7 Headquarters

- Lawrence Residence, Hermosa Beach, 1980
- Dům Venice III / Venice, Kalifornie, 1982
- Restaurace Angeli, Hollywood, 1984
- Restaurace Kate Mantilini, Beverly Hills, 1986
- Leon Max Showroom, Los Angeles, 1988
- Medicínské centrum Cedar Sinai Comprehensive Cancer Center, Los Angeles, 1988
- Vstupní budova Expo '90 Gatehouse, Osaka, Japonsko, 1990
- Adresa Ove Arup and Partners, Los Angeles, 1993
- Blades Residence, Santa Barbara, 1995
- ASE Design Center, Tchaj-pej, Tchaj-wan, 1997
- Výšková budova "Sun Tower", Seoul, Korea, 1997
- Administrativní budova medicínského centra "Salick Healthcare" (8150), Los Angeles, 1997
- Mezinárodní základní škola Long Beach, 1999
- Výstava "Silent Collisions – Morphosis", NAI Rotterdam, Nizozemí, 1999
- Škola Diamond Ranch High School, Pomona, Kalifornie, 1999
- Restaurace "Tsunami Asian Grill", Las Vegas, 1999
- University of Toronto Graduate Student Housing, Toronto, Ontario, Kanada, 2000
- Hypo-Alpe-Adria Center, Klagenfurt, Rakousko, 2002
- Scénické řešení Silent Collisions, Charleroi Danses, Belgie, 2003
- Science Education Resource Center / Science Center School, Los Angeles, 2004
- Administrativní budova (ministerstvo dopravy) Caltrans District 7 Headquarters, Los Angeles, 2004
- Public housing, Madrid, Španělsko, 2006
- Wayne L. Morse United States Courthouse, Eugene, Oregon, 2006
- San Francisco Federal Building, San Francisco, 2006
- Cahill Center for Astronomy and Astrophysics, California Institute of Technology, Pasadena, Kalifornie, 2009
- New Academic Building, The Sooper Union for the Advancement of Science and Art, New York, 2009